# Róbert Winkler
Róbert Winkler (Budapest, 16 maggio 1900 – Como, 16 ottobre 1971) è stato un allenatore di calcio e calciatore ungherese, di ruolo centrocampista e portiere.

## Caratteristiche tecniche
Dotato di un fisico possente, possedeva un forte tiro ed aveva un ottimo bagaglio tecnico. Durante la carriera si alternò tra il ruolo di centrocampista e (più di rado) quello di portiere, posizione talvolta vacante anche a causa di infortunio del portiere titolare.

## Carriera

### Giocatore

#### Club
Nato a Budapest, iniziò a giocare a calcio nella locale formazione del Budapesti TC con il quale debuttò nel massimo campionato ungherese il 27 maggio 1923 nella partita BTC-III. Kerületi 3-1 segnando una tripletta. L'anno successivo passò al MTK Budapest, con il quale vinse il campionato ungherese 1923-1924. Si trasferì successivamente in Italia, dove fu ingaggiato dal Modena militante in Prima Divisione. Nella stagione 1924-1925 Winkler segnò undici reti in 16 gare, mentre in quella successiva le reti furono nove in 15 incontri. Nel 1926-1927 l'ungherese passò al Livorno, dove giocò solo 5 gare, prima di passare alla Ternana dove avrebbe ricoperto il doppio ruolo di allenatore-giocatore e dove avrebbe giocato anche come portiere.
L'anno seguente cambiò ancora casacca a stagione iniziata, passando al Cagliari che ancora non disputava alcuna competizione nazionale, ricoprendo anche qui il doppio ruolo, come già a Terni, di calciatore e allenatore: nella prima stagione giocò essenzialmente come portiere. Nel 1928-1929 i sardi disputarono il Campionato Meridionale, con Winkler (alla sua ultima stagione da calciatore) che giocò sia come centrocampista che come portiere: la formazione isolana vinse il suo girone ma fu eliminata nelle semifinali (strutturate a giorni) in favore del Lecce.

#### Nazionale
Winkler giocò una sola gara con la sua Nazionale: il 19 agosto 1923 contro la Finlandia, gara amichevole terminata 3-1 per i magiari.

### Allenatore

#### I primi anni in panchina
Nella stagione 1929-1930, la prima dopo aver finito di giocare, portò il Cagliari al quinto posto finale nel girone sud di Prima divisione (la terza serie all'epoca). Negli anni seguenti allenò il Syracusæ in Prima Divisione, la Ternana, il Livorno e il Dragoș Vodǎ, formazione dell'omonima cittadina rumena.
Nel 1938 l'allenatore ungherese tornò al Cagliari, militante in Serie C, che aveva terminato all'ultimo posto il campionato precedente: la situazione societaria dei sardi era tale che lo stipendio dell'ungherese venne pagato dalla Federazione. Il ritorno di Winkler e l'innesto di alcuni nuovi elementi portò i cagliaritani a concludere il campionato al quinto posto del Girone F. Il magiaro guidò il Cagliari anche nella prima parte della stagione seguente, ma allo scoppio della guerra lasciò la Sardegna rimanendo comunque in Italia: nel 1940-1941 passò infatti alla guida del Carpi; allenò poi la Lanerossi di Schio.

#### Dopo la guerra
Al termine della Seconda guerra mondiale, Winkler fu ingaggiato dal Legnano, dove rimase solo per una stagione prima di passare al Como: anche in questo caso cambiò panchina dopo pochi mesi, passando nuovamente al Cagliari nel 1947, in Serie B. Le nuove stagioni in Sardegna furono però fallimentari: nel primo anno, giunto a campionato in corso, non riuscì a salvare una squadra già condannata alla retrocessione in Serie C e che terminò ultima, nel secondo anno invece lasciò di sua volontà gli isolani a causa dei problemi economici di questi ultimi.
Nel 1951 tornò alla guida del Como, esordendo come allenatore in Serie A nella quale rimase per due stagioni; nel 1953 approdò invece alla guida della Biellese, dove rimase fino al 1955.

## Statistiche

### Cronologia presenze e reti in Nazionale
| Cronologia completa delle presenze e delle reti in nazionale ― Ungheria | Cronologia completa delle presenze e delle reti in nazionale ― Ungheria | Cronologia completa delle presenze e delle reti in nazionale ― Ungheria | Cronologia completa delle presenze e delle reti in nazionale ― Ungheria | Cronologia completa delle presenze e delle reti in nazionale ― Ungheria | Cronologia completa delle presenze e delle reti in nazionale ― Ungheria | Cronologia completa delle presenze e delle reti in nazionale ― Ungheria | Cronologia completa delle presenze e delle reti in nazionale ― Ungheria |
| Data                                                                    | Città                                                                   | In casa                                                                 | Risultato                                                               | Ospiti                                                                  | Competizione                                                            | Reti                                                                    | Note                                                                    |
| ----------------------------------------------------------------------- | ----------------------------------------------------------------------- | ----------------------------------------------------------------------- | ----------------------------------------------------------------------- | ----------------------------------------------------------------------- | ----------------------------------------------------------------------- | ----------------------------------------------------------------------- | ----------------------------------------------------------------------- |
| 19-8-1923                                                               | Budapest                                                                | Ungheria                                                                | 3 – 1                                                                   | Finlandia                                                               | Amichevole                                                              | -                                                                       |                                                                         |
| Totale                                                                  |                                                                         | Presenze                                                                | 1                                                                       |                                                                         | Reti                                                                    | 0                                                                       |                                                                         |

## Palmarès

### Giocatore

#### Competizioni nazionali
- Campionato ungherese: 1

MTK Budapest: 1923-1924

### Allenatore

#### Competizioni nazionali
- Seconda Divisione: 1

Ternana: 1926-1927